# 角谷優
角谷 優（かくたに まさる、1938年（昭和13年） - ）は、日本の映画プロデューサー。フジテレビジョン映画部長、ロサンゼルス支社長、フジサンケイ・コミュニケーションズ・インターナショナル副社長などを務めた。

## 経歴
高校生から大学までを、池袋の名画座・人世坐系の文芸地下で働く。
1961年4月、早稲田大学卒業後、フジテレビにアナウンサーとして入社。報道担当アナウンサーとして『FNNテレビ朝刊』などを担当。映画好きを活かして自ら志願して、同年10月から映画劇場の『テレビ名画座』で同僚の辻川一徳アナウンサーとともに資料集めと原稿執筆、選曲をしてテレビ初の映画解説者を行った。他に『話題の映画』という映画情報番組も制作。
しかしフジテレビに誕生した労働組合に参加。闘争委員に選ばれると、アナウンサーが闘争委員であることが問題視され、組合脱退を要求されるも組合をやめずにアナウンサーを退いて1967年新設の事業局への異動を志願。
事業局では、フジテレビ友の会の前身になる東京ハイセンスクラブを手伝い、外国課に所属して、映画事業も担当した。1969年からフジテレビが出資して、社員の五社英雄が監督する『御用金』『人斬り』などフジテレビの映画事業を担当。五社協定に縛られない東京映画や勝プロダクションとの共同製作として、東宝の藤本真澄や大映の永田雅一と交渉。海外セールスも行った。
1970年にスカウトされて編成局へ異動して、1971年開始の『ゴールデン洋画劇場』の担当となり、作品を買い付けて行い、映画部長となった。企画の仕事もしており、開局15周年となる1974年にその記念番組として映画『人斬り』で仕事をした勝新太郎を口説き連続テレビドラマ『座頭市物語』を実現した。
蔵原惟繕が監督した『キタキツネ物語』を放送して視聴率44.7%を獲得し、これが縁で弟の蔵原惟二プロデューサーから持ち込まれた企画を蔵原惟繕監督として『南極物語』として映画化。1200万人を動員して最終的に配給収入61億円を挙げ、14年間破られない記録となる大ヒット作品となった。続けてプロデュースした『ビルマの竪琴』は配給収入29億円、『子猫物語』は55億円と当時の日本映画の配給収入記録トップ3を独占。1987年に映画プロデューサーに贈られる藤本賞を受賞した。
日本映画製作以外にもフジテレビで1985年から『ファンダンゴ』、『サルバドル』、『ディス・イズ・マイライフ』など外国映画の日本での全権利の買い付けも行った。
1987年から、フジテレビのロサンゼルス支社長・フジサンケイ・コミュニケーションズ・インターナショナル副社長としてアメリカに赴任。在米日本人のための日本語放送普及とニュース取材などを担当。サンダンス・インスティテュートの評議員に就任し、サンダンス映画祭に参加。1994年にロサンゼルスに設立した映画事業のためのフジサンケイ・カリフォルニア・エンタテインメント社長として、映画の企画開発も行ってハリウッドへ売り込み、3本のうち1本の企画をユニバーサルとの契約に成功するが、映画化が実現しないまま帰国辞令により日本へ帰国。
1996年の帰国後は、1998年に『ズッコケ三人組 怪盗X物語』、翌年に『梟の城』、2003年に『13階段』を製作してフジテレビを定年退職。退職後、2006年にディズニーがリメイクした映画『南極物語』でエグゼクティブ・プロデューサーを務めた。このほか、早稲田大学エクステンションセンター講師、武蔵大学客員教授等を歴任。

## 作品
- 1983年7月23日 『南極物語』 - 企画
- 1984年11月17日 『チ・ン・ピ・ラ』 - プロデュース
- 1984年11月17日 『海に降る雪』 - 製作コーディネイター
- 1985年4月27日 『CHECKERS IN TAN TAN たぬき』 - プロデューサー
- 1985年7月20日 『ビルマの竪琴』 - プロデューサー
- 1986年4月12日 『タッチ 背番号のないエース』 - 企画
- 1986年6月7日 『熱海殺人事件』
- 1986年7月12日 『子猫物語』
- 1986年8月23日 『おニャン子ザ・ムービー 危機イッパツ!』 - プロデューサー
- 1986年8月23日 『そろばんずく』 - プロデューサー
- 1986年10月10日 『時計 Adieu l'Hiver』 - プロデューサー
- 1986年12月13日 『タッチ2 さよならの贈り物』 - 企画
- 1987年4月11日 『いとしのエリー』 - 企画
- 1987年4月11日 『タッチ3 君が通り過ぎたあとに -DON'T PASS ME BY-』 - 企画
- 1987年8月29日 『ハワイアン・ドリーム』 - エクゼクティブ・プロデューサー
- 1987年9月26日 『竹取物語』 - プロデューサー
- 1987年11月21日 『永遠の1/2』 - 企画
- 1998年7月4日 『ズッコケ三人組 怪盗X物語』 - プロデューサー
- 1999年10月30日 『梟の城』 - プロデューサー
- 2003年2月8日 『13階段』 - プロデューサー

## 受賞歴
- 第6回藤本賞
- プロデューサー協会特別賞
- 日本映画批評家大賞[25]
- 2023年度日本映画ペンクラブ功労賞

## 著書
- 角谷優『映画の神さまありがとう 〜テレビ局映画開拓史〜』扶桑社、2012年11月。ISBN 978-4-5940-6685-7。